# Microempreendedor individual
O Microempreendedor Individual (MEI) é uma figura jurídica do Brasil, instituída pelo Estatuto Nacional da Microempresa e Empresa de Pequeno Porte, que formaliza empreendedores informais que trabalham por conta própria como pequeno empresário, para ser um microempreendedor, e com isso, possam contar com maiores garantias constitucionais.
A formalização do MEI garante um CNPJ, sendo possível obter alguns benefícios de Pessoa Jurídica, entre eles, o uso de linhas de crédito especiais, direitos previdenciários, auxílio doença, entre outros. O MEI pode ter um empregado contratado e faturamento anual de até oitenta e um mil reais.
Atualmente, o Brasil conta com mais de 15,7 milhões de MEIs, desse total, 4,1 milhões estavam presentes no CadÚnico e 2,1 milhões faziam parte do Programa Bolsa-Família. Em 2022, cerca de metade dos MEIs estava presente no setor de Serviços, sendo que 38,0% exerciam a atividade na própria moradia, além disso, existiam 133,8 mil MEIs com empregado. Cabeleireiros correspondiam a 9% do total de MEIs (1,3 milhão) seguido do comércio varejista de vestuário, com 990,4 mil MEIs (6,8%). Em 2021, somente 0,6% dos microempreendedores individuais não eram brasileiros.

## Características
Para a formalização do empresário como MEI, existem exigências:
- Não participar como sócio, administrador ou titular de outra empresa;
- Pode contratar no máximo um empregado;
- Exercer uma das atividades econômicas previstas no Anexo XI, da Resolução CGSN nº 140, de 22 de maio de 2018, o qual relaciona todas as atividades permitidas ao MEI;[14]
- Não é obrigado a ter contador porém em certas situações pode ser necessário, por exemplo, contratação de funcionário;[15]

### Ocupações permitidas
Todo ano, o Comitê Gestor do Simples Nacional revisa as atividades permitidas para enquadramento como MEI, atividades são adicionadas, removidas ou alteradas portando o empresário deve ficar atento para a exclusão ou a alteração da ocupação que exerce. O MEI é limitado a qualquer uma, ou até quinze atividades simultâneas listadas, atualmente 480 atividades são permitidas ao MEI.
Em 2019, o então presidente Jair Bolsonaro anunciou uma resolução para excluir 17 atividades permitidas ao MEI, na lista constavam astrólogo, cantor/músico, disc jockey (DJ) ou video-jockey (VJ), esteticista, humorista e contador de histórias, instrutor de arte e cultura, instrutor de artes cênicas, instrutor de cursos gerenciais, instrutor de cursos preparatórios, instrutor de idiomas, instrutor de informática, instrutor de música, professor particular e proprietário de bar, com entretenimento. Devido às inúmeras críticas a resolução foi revogada.

### Licença de funcionamento
O MEI não precisa ter um estabelecimento ou algum lugar certo, ele pode desenvolver a sua atividade na própria residência, porém mesmo na sua residência, necessita de autorização prévia da Prefeitura.
O MEI que atende em um imóvel é definido como "estabelecido", por exemplo cabeleireiro, doceiro, donos de bares e restaurantes, enquanto que o MEI que trabalha em casa sem atendimento ao público ou que faz serviços no local do cliente é definido como "não-estabelecido". Algumas cidades exigem documentação adicional para regularização da empresa como cópia do contrato de locação, carnê de IPTU ou titulo de propriedade.
Desde setembro de 2020, o microempreendedor individual está dispensado de alvarás e licenças de funcionamento porém não desobriga o MEI de cumprir com os requisitos estabelecidos pelo poder público relativamente ao funcionamento regular de sua atividade, compreendidos os aspectos sanitários, ambientais, tributários, de segurança pública, uso e ocupação do solo, atividades domiciliares e restrições ao uso de espaços públicos.

## Obrigações

#### Pagamento mensal do Documento de Arrecadação do Simples Nacional (DAS)
O MEI é enquadrado no Simples Nacional e está isento dos tributos federais (Imposto de Renda, PIS, COFINS, IPI e CSLL) porém deve pagar mensalmente 5% sobre o valor do salário mínimo (INSS), acrescido de R$ 5,00 (Prestadores de Serviço) ou R$ 1,00 (Comércio e Indústria). Esses valores são atualizados anualmente, de acordo com o salário mínimo.
O não pagamento da arrecadação mensal DAS incorre em multa de 0,33% por dia de atraso e está limitado a 20%. Os juros serão calculados com base na taxa SELIC, sendo que para o primeiro mês de atraso os juros serão de 1%. Após o vencimento deve ser gerado novo DAS relativo ao mês em atraso, que já virá com os acréscimos dos juros e multa. É possível optar pelo pagamento por débito automático.

#### Declaração Anual Simplificada (DASN SIMEI)
Todo ano o MEI deve declarar o valor do faturamento do ano anterior, a primeira declaração pode ser preenchida pelo próprio Microempreendedor Individual ou pelo contador optante pelo Simples, gratuitamente, e deve ser entregue até o ultimo dia de maio de cada ano.

#### Emissão de Nota fiscal
O MEI deverá obrigatoriamente emitir nota fiscal nas vendas e nas prestações de serviços realizadas para pessoas jurídicas (empresas) de qualquer porte, ficando dispensado, desta emissão para a pessoa física.
Para emitir qualquer tipo de nota fiscal, o MEI precisa estar credenciado nos órgãos competentes da cidade ou estado, dependendo da atividade, a legislação varia em cada cidade e estado. Para emitir a nota fiscal eletrônica (NF-e), deverá realizar o cadastro na Secretaria da Fazenda do Estado (SEFAZ), para emitir NFS-e (nota fiscal de serviço eletrônica), deverá fazer o cadastro na prefeitura do município.

#### Produzir Relatório Mensal de Receitas Brutas
Mensalmente, até o dia 20, o MEI deve preencher o Relatório Mensal das Receitas que obteve no mês anterior, deve anexar ao Relatório as notas fiscais de compras de produtos e de serviços, bem como das notas fiscais que emitiu.

#### FGTS do empregado
O MEI deve preencher a Guia do FGTS e Informação à Previdência Social (GFIP) que é entregue até o dia 7 de cada mês, através do sistema Conectividade Social da Caixa Econômica Federal. Ao preencher e entregar a GFIP, o Microempreendedor Individual deve depositar o FGTS, calculado à base de 8% sobre o salário do empregado. Além disso, deverá recolher 3% desse salário para a Previdência Social. É preciso lembrar também que todos os demais direitos trabalhistas do empregado devem ser respeitados.

## Benefícios
Entre os benefícios estão:
- CNPJ, dispensa de alvará e licença para suas atividades;
- Poderá vender para o governo;
- Terá acesso a produtos e serviços bancários como crédito;
- Baixo custo mensal de tributos (INSS, ISS e ICMS) em valores fixos;
- Emitir nota fiscal;
- Direitos e benefícios previdenciários: Aposentadoria por idade; Aposentadoria por invalidez, Auxílio doença, Salário maternidade, Pensão por morte (para família);
- Acesso a apoio técnico do SEBRAE;

## Plataforma Defesa do Empreendedor
Em março de 2021, o Ministério da Economia lançou a plataforma Defesa do Empreendedor, elaborada para que o empreendedor manifeste situações de abuso ou falta de tratamento diferenciado à sua empresa, por qualquer órgão ou entidade pública. A partir do sistema e da colaboração dos empreendedores, a Subsecretaria de Desenvolvimento das Micro e Pequenas Empresas, Empreendedorismo e Artesanato (Sempe/Sepec/ME) buscará encontrar justificativas e possíveis correções aos atos de entidades públicas contrários às prerrogativas da Constituição Federal do Brasil e da Lei Complementar nº 123/2006.